# Коритник (Вишеград)
Коритник (серб. Коритник / Koritnik) — село в общине Вишеград Республики Сербской Боснии и Герцеговины. Население составляет 74 человека по переписи 2013 года.